# Bungoma
Bungoma är huvudort i regionen Bungoma i västra Kenya. Centralorten hade 55 867 invånare vid folkräkningen 2009, hela kommunen 81 151 invånare. Genom Bungoma passerar den ugandiska järnvägen.